# Tata Winger
Le Tata Winger est un fourgon fabriqué par Tata Motors lancée en 2007. Il s'agit d'une version rebadgée du fourgon Renault Trafic I Phase 3 mais équipé des propres moteurs diesel de 2 litres de Tata.

## Première génération (2007-2019)

### Caractéristiques
Le Winger est à traction avant, avec le moteur monté longitudinalement comme dans le Renault Trafic I d'origine. Une boîte de vitesses cinq vitesses de Renault est utilisée. La suspension est de type MacPherson.
Il existe également une version nommée Platinum, équipée d'une climatisation, radio avec 4 haut-parleurs et écran LCD, direction assistée, anti-brouillards et un ancrage Isofix.
En 2014, une nouvelle génération du Winger basé sur le Renault Master était de prévue.

## Deuxième génération (Depuis 2020)
Présenté à l'Auto Expo de 2020, le Winger reçoit une mise à jour, l'adaptant au norme BS6 et comprenant des feux de jour à LED avec lampes halogènes placées sur les pare-chocs, il est doté d'un moteur diesel Dicor de 2,2 litres générant 98/101,2 ch et 200 nm de couple, une boîte de vitesses manuelle à 5 vitesses est utilisé,.